# Mykoła Nosula
Mykoła Wasylowycz Nosula (ukr. Микола Васильович Носуля; ur. 1926 w Oleksiejewo-Drużkiwce, zm. 20 stycznia 1945 w Kole) – ukraiński żołnierz Armii Czerwonej, sierżant, Bohater Związku Radzieckiego i kawaler Orderu Lenina.

## Życiorys
Żołnierz Armii Czerwonej od 1943 roku. Dowodził pododdziałem 1006 pułku strzelców 266 Dywizji Strzeleckiej w składzie 5 Armii Uderzeniowej 1 Frontu Białoruskiego.
Zginął podczas walk o Koło, według oficjalnej wersji wydarzeń zasłaniając ciałem ambrazurę karabinu maszynowego. Pochowany został na Cmentarzu Mauzoleum Żołnierzy Radzieckich w Warszawie.

## Upamiętnienie
Tytułem Bohatera Związku Radzieckiego odznaczony pośmiertnie 24 marca 1945 roku. Jego imieniem nazwano ulice w miastach: Koło, Donieck oraz Oleksiejewo-Drużkiwki. W tej ostatniej miejscowości w szkole №14 ustawiono popiersie żołnierza, a w fasadę budynku wmurowano tablicę pamiątkową.